# 首映 (雜誌)
《首映》（英語：Premiere）是法国電影雜誌，1976年创刊。其美国版以紐約市為根據地由阿谢特·菲利帕基美國媒體於1987年和2007年之間發行。